# Пуховичи (Гомельская область)
Пу́ховичи (бел. Пухавічы) — деревня в Червоненском сельсовете Житковичского района Гомельской области Белоруссии.

## География

### Расположение
В 30 км на северо-восток от районного центра и железнодорожной станции Житковичи (на линии Лунинец — Калинковичи), 268 км от Гомеля.

### Гидрография
На севере озеро Червоное. На юге мелиоративные каналы.

## Транспортная сеть
Транспортные связи по просёлочной, затем автомобильной дороге Морохорово — Любань. Планировка состоит из изогнутой улицы, ориентированной с юго-востока на северо-запад, на восток от неё проходит криволинейная улица с той же ориентацией. Застройка двусторонняя, неплотная, деревянная, усадебного типа.

## История
Согласно письменных источников известна с XVI века как деревня в Новогрудском воеводстве Великого княжества Литовского, шляхетская собственность. После 2-го раздела Речи Посполитой (1793 год) в составе Российской империи. Упоминается в 1802 году как деревня в Мозырском уезде Минской губернии. Согласно ревизским материалам 1816 года владение помещика Ф. Лянкевича. В 1885 году действовали церковь, школа грамоты. Жители занимались рыбной ловлей и торговали ей в Минске, Житомире, Слуцке и других городах. Согласно переписи 1897 года в селе находились хлебозапасный магазин, 3 ветряные мельницы, трактир. 1 октября 1905 года в наёмном доме открыта земская школа. В 1908 году в Житковичской волости.
В 1930 году организованы колхозы «Красный Берег» и имени И. В. Сталина, работали кузница и ветряная мельница. Во время Великой Отечественной войны в январе 1943 года в деревне базировался штаб партизанского соединения С. А. Ковпака. Рядом с 3 января по 3 февраля 1943 года действовал партизанский аэродром, который обслуживал соединение С. А. Ковпака. Взлетная полоса была на льду озера Червоное. В феврале 1943 года немецкие каратели полностью сожгли деревню и убили 35 жителей. В боях около деревни погибли 4 партизана (похоронены в братской могиле в центре деревни). На фронтах и в партизанской борьбе погибли 63 жителя, в память о погибших в 1972 году в центре деревни установлен обелиск. Согласно переписи 1959 года центр колхоза «Заря». Действуют 9-летняя школа, Дом культуры, библиотека, фельдшерско-акушерский пункт, ветеринарный участок, отделение связи, магазин, фольклорно-этнографический ансамбль «Пуховчанка».

## Население

### Численность
- 2004 год — 305 хозяйств, 702 жителя.

### Динамика
- 1811 год — 38 дворов, 212 жителей.
- 1850 год — 56 дворов, 443 жителя.
- 1866 год — 569 жителей.
- 1885 год — 96 дворов, 626 жителей.
- 1897 год — 161 двор, 1027 жителей (согласно переписи).
- 1908 год — 1519 жителей.
- 1940 год — 215 дворов.
- 1959 год — 897 жителей (согласно переписи).
- 1994 год — 303 хозяйств, 827 жителей.
- 2004 год — 305 хозяйств, 702 жителя.

## Достопримечательность
- Памятник погибшим землякам

## Известные уроженцы
- В. И. Агиевич (1910—1952) — белорусский, советский литературный критик и литературовед.